# Ґощино (Мазовецьке воєводство)
Ґощино (пол. Goszczyno) — село в Польщі, у гміні Старожреби Плоцького повіту Мазовецького воєводства.
Населення — 112 осіб (2011).
У 1975-1998 роках село належало до Плоцького воєводства.

## Демографія
Демографічна структура станом на 31 березня 2011 року:
|          | Загалом | Допрацездатний вік | Працездатний вік | Постпрацездатний вік |
| -------- | ------- | ------------------ | ---------------- | -------------------- |
| Чоловіки | 55      | 14                 | 34               | 7                    |
| Жінки    | 57      | 18                 | 29               | 10                   |
| Разом    | 112     | 32                 | 63               | 17                   |